# مصفوفة نظامية
في الرياضيات، يقال عن مصفوفة مربعة مركبة أنها مصفوفة نظامية (بالإنجليزية: Normal matrix)‏ إذا توفر مايلي:
{\displaystyle A^{*}A=AA^{*}}
حيث A∗ هي مرافق منقولة A.